# ديف (موسيقية)
ديف (بالإنجليزية: DEV)‏ هي موسيقية ومغنية مؤلفة وملحنة ومغنية أمريكية، ولدت في 2 يوليو 1989 في تراساي في الولايات المتحدة.

## وصلات خارجية
- الموقع الرسمي
- ديف على موقع ميوزك برينز (الإنجليزية)
- ديف على موقع رولينغ ستون (الإنجليزية)
- ديف على موقع أول ميوزيك (الإنجليزية)
- ديف على موقع ديسكوغز (الإنجليزية)